# Marilopteryx
Marilopteryx là một chi bướm đêm thuộc họ Noctuidae.

## Loài
- Marilopteryx carancahua Blanchard & Franclemont, 1982
- Marilopteryx lamptera (Druce, 1890)
- Marilopteryx lutina (Smith, 1902)